# Vourbiani
Vourbiani este o localitate în Grecia în prefectura Ioannina.